# کلوفیبرید
کلوفیبرید (انگلیسی: Clofibride) یک فیبرات است. کلوفیبرید از مشتقات کلوفیبرات است که در بدن به ۴-کلروفنوکسی ایزوبوتیریک اسید (کلوفیبریک اسید) تبدیل می‌شود که عامل اصلی کاهش چربی خون است. بنابراین، کلوفیبرید، درست مانند کلوفیبرات، یک پیش داروی کلوفیبریک اسید است.